# Lijnbreedte (diffractie)
De lijnbreedte is een term uit het materiaalkundig onderzoek, waarmee gedoeld wordt op de breedte van een piek in een diffractogram. Wanneer een poeder met een diffractometer wordt onderzocht (ofwel poederdiffractie), ontstaat er een grafiek met verschillende pieken. Deze pieken vormen als het ware de vingerafdruk van de stof, waarmee er is te achterhalen uit welke bestanddelen deze stof bestaat. 

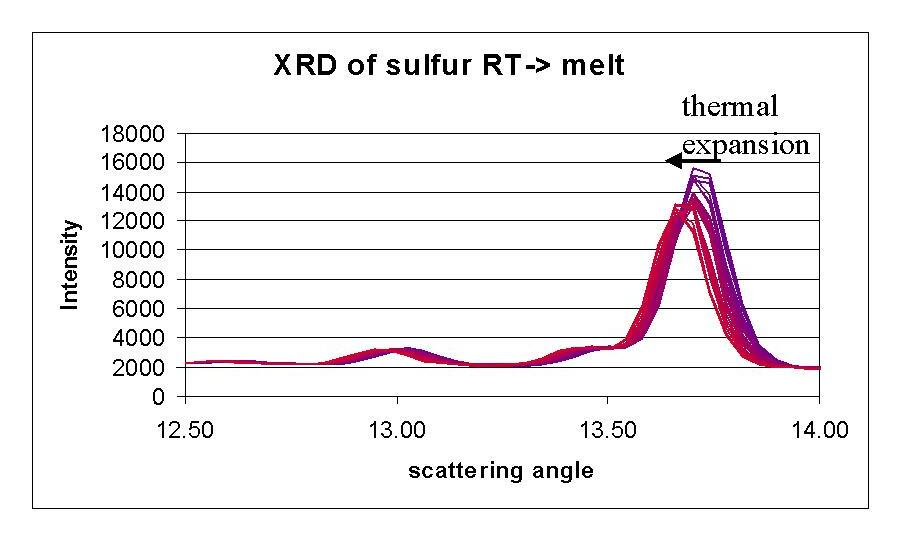
Deze grafiek toont het resultaat van meerdere metingen van een zwavelpoeder, over elkaar heen gezet in hetzelfde diagram. Door thermische uitzetting (de rodere diffractogrammen) zijn de pieken lager en breder geworden en is de verstrooiingshoek - een maat voor de grootte van de kristallen in het materiaal - kleiner geworden

## Bepaling van de lijnbreedte
De bepaling van de lijnbreedte wordt meestal gedaan door het fitten van een piekvorm aan de hand van de gegevens. Meestal is dit een Pearson type VII-verdeling, pseudo-Voigt-functie of Voigt-functie omdat de piekvorm in het algemeen niet Gaussisch is.

## Effecten op de lijnbreedte
De lijnbreedte van een piek in een diffractogram kan beïnvloed worden door meerdere factoren.
- Instrumentele factoren (golflengte, focussering etc.)
- Kristallietgrootte
- Inwendige spanningen in de kristallieten

De instrumentele factoren kunnen geijkt worden met behulp van een standaard. Daarvoor bestaat een officiële standaard, nl. Lanthaanhexaboride LaB6 die verstrekt wordt door NIST.
Additionele verbreding van de lijnen verraadt ofwel de aanwezigheid van erg kleine kristallieten of inwendige spanning. De verbreding hangt echter op een andere manier van de strooiingshoek af en de beide soorten verbreding kunnen daarom onderscheiden worden.
De verbreding is ruwweg omgekeerd evenredig met de kristallietgrootte. De methode werkt daarom vooral goed wanneer de kristallieten erg klein zijn. Wanneer zij te klein worden ten opzichte van de gebruikte golflengte blijft er geen poederpatroon meer over. De karakteristieke lijnen worden zo breed dat er een continu spectrum ontstaat. Men spreekt dan van een amorf patroon.